# Liste der iranischen Botschafter in Japan

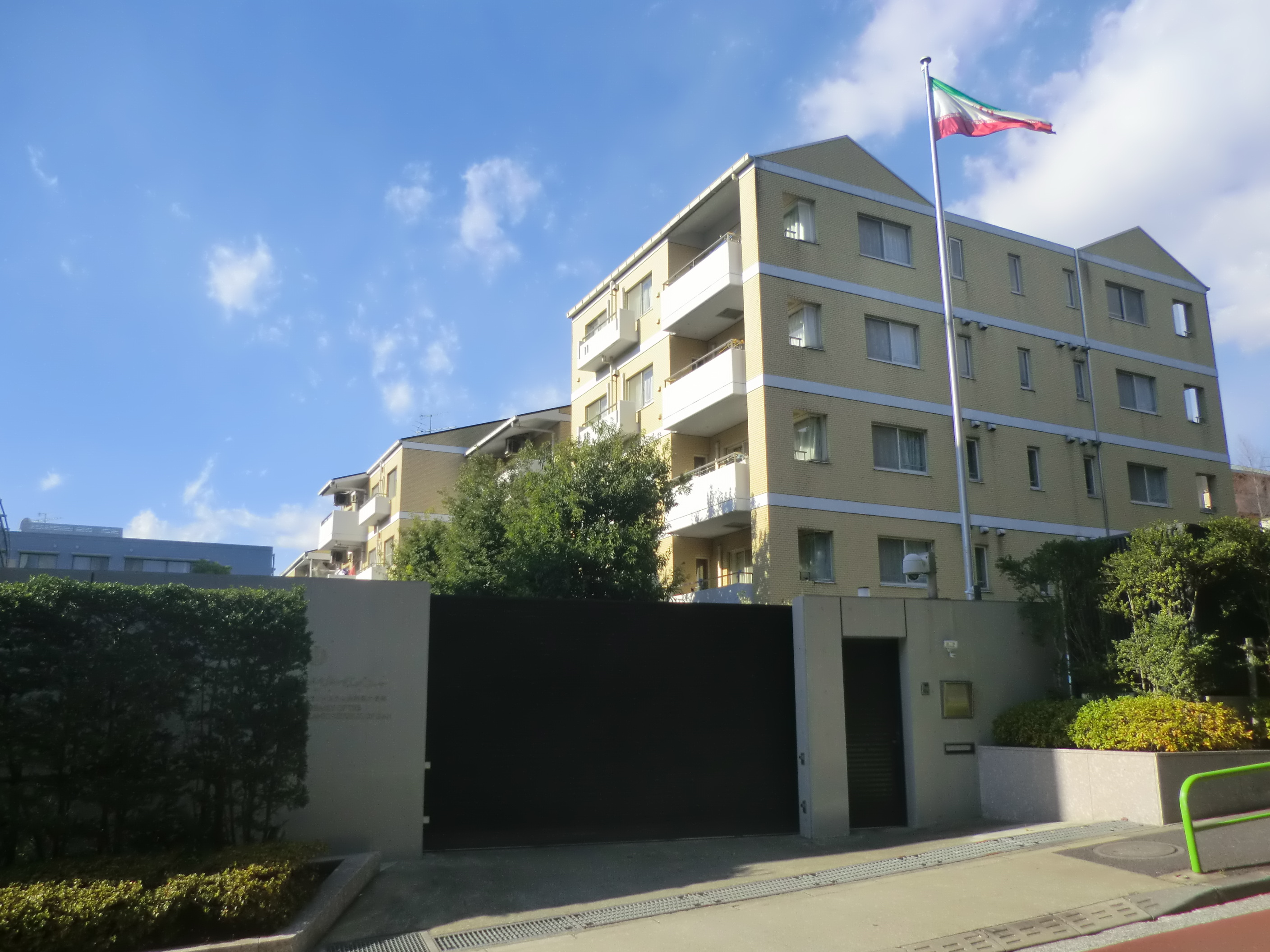
Die iranische Botschaft befindet sich in Tokio.

| Ernennung/Akkreditierung | Botschafter                    | Bemerkungen                                      | Ernannt von                  | Regierung von Japan                    | Posten verlassen |
| ------------------------ | ------------------------------ | ------------------------------------------------ | ---------------------------- | -------------------------------------- | ---------------- |
| Juli 1930                | Āvānes Khan Mosā'ed-al-Saltane | Ministre plénipotentiaire                        | Reza Schah Pahlavi           | Hamaguchi Osachi                       | Aug. 1931        |
| Sep. 1931                | Hasan'ali Kamāl Hedāyat        | Juni–Oktober 1945: Innenminister                 | Reza Schah Pahlavi           | Wakatsuki Reijirō                      | Okt. 1933        |
| Okt. 1933                | Bagher Azimi                   | 18. Oktober 1934 akkreditiert, Gesandter in Rom. | Reza Schah Pahlavi           | Saitō Makoto                           | Mai 1937         |
| Mai 1937                 | Ali-Mohammad Saybani           | Geschäftsträger                                  | Reza Schah Pahlavi           | Hayashi Senjūrō                        | Nov. 1938        |
| Dez. 1938                | Mahmud Bahadori                | Geschäftsträger                                  | Reza Schah Pahlavi           | Hayashi Senjūrō                        | März 1941        |
| März 1941                | Abol Qassem Nadschm            |                                                  | Mohammad Reza Pahlavi        | Konoe Fumimaro                         | Mai 1943         |
| März 1955                | Musa Nuri Esfandiari           | Ministre plénipotentiaire                        | Mohammad Reza Pahlavi        | Hatoyama Ichirō                        | Apr. 1955        |
| Apr. 1955                | Musa Nuri Esfandiari           | Botschafter                                      | Mohammad Reza Pahlavi        | Hatoyama Ichirō                        | Aug. 1956        |
| Nov. 1956                | Hossein Ghods-Nachai           |                                                  | Mohammad Reza Pahlavi        | Ishibashi Tanzan                       | Feb. 1958        |
| Feb. 1958                | Abbas Aram                     |                                                  | Mohammad Reza Pahlavi        | Kishi Nobusuke                         | Aug. 1959        |
| Dez. 1959                | Jawad Sadr                     |                                                  | Mohammad Reza Pahlavi        | Kishi Nobusuke                         | Dez. 1963        |
| Feb. 1964                | Hormoz Qarib                   |                                                  | Mohammad Reza Pahlavi        | Satō Eisaku                            | Jan. 1968        |
| Juni 1968                | Nur-al-Din Kia                 |                                                  | Mohammad Reza Pahlavi        | Satō Eisaku                            | Juli 1972        |
| Juli 1972                | Abd-al-Hosayn Hamzawi          |                                                  | Mohammad Reza Pahlavi        | Tanaka Kakuei                          | Juli 1972        |
| Juli 1972                | Naser Majd Ardakani            |                                                  | Mohammad Reza Pahlavi        | Tanaka Kakuei                          | Juli 1977        |
| Aug. 1977                | Qasem Saleh-ku                 |                                                  | Mohammad Reza Pahlavi        | Fukuda Takeo                           | Mai 1979         |
| Mai 1979                 | Abd-al-Rahim Govahi            |                                                  | Mohammad Reza Pahlavi        | Ōhira Masayoshi                        | Apr. 1982        |
| Apr. 1982                | Mohammad Hosayn                |                                                  | Ali Chamene'i                | Nakasone Yasuhiro                      | Juli 1987        |
| Juli 1987                | Mohammad Hossein Adeli         |                                                  | Ali Chamene'i                | Takeshita Noboru                       | Nov. 1989        |
| 1990                     | Hossein Kazempour Ardebili     | [ 2 ]                                            | Akbar Hāschemi Rafsandschāni | Kaifu Toshiki                          | 1995             |
| 1995                     | Manouchehr Mottaki             |                                                  | Akbar Hāschemi Rafsandschāni | Murayama Tomiichi                      | 1999             |
| 2000                     | Ali Majedi                     |                                                  | Mohammad Chātami             | Mori Yoshirō                           | 1. Dez. 2004     |
| 1. Dez. 2004             | Mohsen Talaii                  |                                                  | Mohammad Chātami             | Koizumi Jun’ichirō                     | 16. Aug. 2007    |
| 11. März 2008            | Seyyed Abbas Araghchi          | (* 1960 in Teheran)                              | Mahmud Ahmadinedschad        | Asō Tarō                               |                  |
| 28. Aug. 2012            | Reza Nazar Ahari               |                                                  | Mahmud Ahmadinedschad        | Noda Yoshihiko                         |                  |
| 11. Sep. 2018            | Morteza Rahmani-Movahed        | [ 4 ]                                            | Hassan Rohani                | Kabinett Shinzō Abe III (2. Umbildung) |                  |